# Montage non linéaire
Pour les articles homonymes, voir NLE.

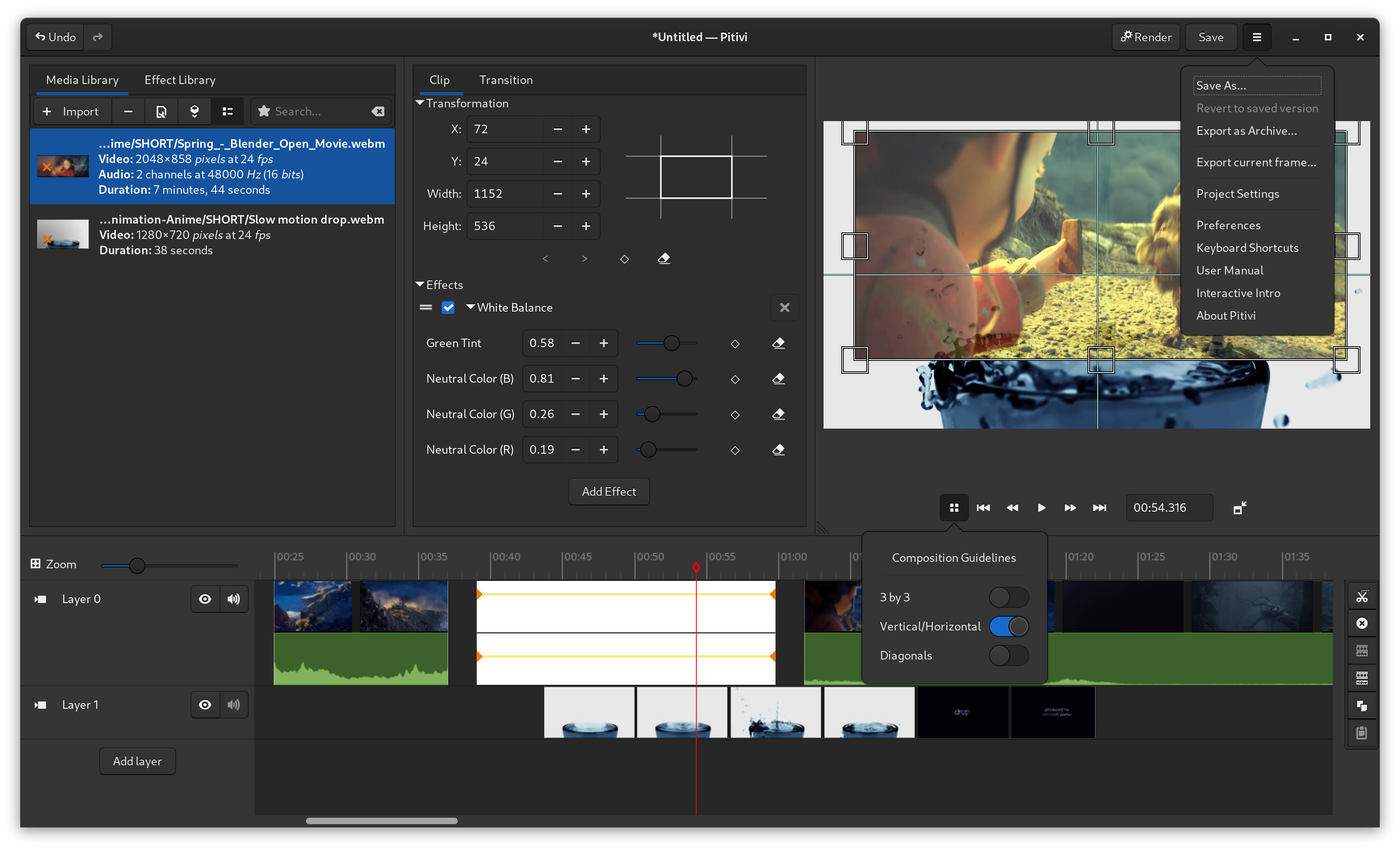
Capture d'écran du logiciel de montage non linéaire Pitivi

En vidéo et en audio, un système de montage non linéaire (de l'anglais non-linear editing) permet un accès direct (dit parfois aléatoire) sur les images ou les sons sources captés. C'est un montage non destructif.

## Principe
Le montage non linéaire pour les films et la postproduction vidéo permet d'accéder directement, grâce à un ordinateur, à toute image d'une séquence vidéo ou tout passage d'une piste numérique sans va-et-vient à travers des passages intermédiaires. Semblable à la technique de « couper-coller » utilisée dans le montage de film photochimique, il permet d'ajouter au passage plusieurs effets vidéo tels l'effet sépia ou le ralenti.